# Чжао Хунбо
Чжао Хунбо (кит. упр. 赵宏博, пиньинь Zhào Hóngbó; род. 22 сентября 1973 года, Харбин, Китай) — китайский фигурист и тренер. Выступал в парном катании с Шэнь Сюэ. Они олимпийские чемпионы (2010) и двукратные бронзовые призёры Игр (2002, 2006), трёхкратные чемпионы мира (2002, 2003, 2007), трёхкратные чемпионы четырёх континентов (1999, 2003, 2007), шестикратные победители финала Гран-при (1998, 1999, 2003, 2004, 2006, 2009), четырёхкратные чемпионы Азиатских игр (1996, 1999, 2003, 2007), победители Универсиады (1997) и восьмикратные чемпионы Китая (1993, 1994, 1996—1999, 2001, 2002). Шэнь и Чжао — первая китайская пара, выигравшая Олимпийские игры (2010) и завоевавшая олимпийскую медаль в фигурном катании (бронза в 2002 году). Они первые чемпионы мира в парном катании от Китая, первые в истории шестикратные победители финалов Гран-при, а также первая пара от Китая, победившая на зимней Универсиаде (1997).
Чжао Хунбо родом из Харбина. Начинал карьеру одиночником, затем перешёл в парное катание. С 1992 года выступал в паре с Шэнь Сюэ. Уже через несколько месяцев после образования дуэта, они стали чемпионами Китая и выступили на чемпионате мира. В 1997 году они выиграли зимнюю Универсиаду, а в 1998 году они впервые приняли участие на Олимпийских играх, где стали пятыми. В 1999 году они выиграли чемпионат четырёх континентов и завоевали золото на финале Гран-при, а также стали вторыми на чемпионате мира. В 2002 году на Олимпиаде в Солт-Лейк-Сити Шэнь и Чжао выиграли первую медаль в истории китайского парного катания, и в том же году впервые в карьере стали чемпионами мира. В 2003 году они второй раз стали чемпионами мира, сделав это на фоне травмы партнёрши. В 2005 году серьёзную травму получил партнёр, из-за чего была нарушена подготовка к Олимпиаде-2006. Тем не менее, фигуристы сумели выступить на третьих для себя Играх, где завоевали бронзу.
В сезоне 2006/2007 Шэнь и Чжао выиграли все соревнования, на которые принимали участие, и установили мировые рекорды. После чемпионата мира в Токио они объявили о завершении карьеры, но вернулись к соревнованиям спустя два года. В сезоне 2009/2010 они вновь одержали победы на всех соревнованиях, где приняли участие. В феврале 2010 года Шэнь Сюэ и Чжао Хунбо выиграли золото на Олимпийских играх в Ванкувере, став первой китайской парой, которая добилась этого достижения, и завершили спортивную карьеру. Шэнь Сюэ и Чжао Хунбо обручились после чемпионата мира 2007 года.
Шэнь Сюэ и Чжао Хунбо на протяжении всей карьеры тренировались под руководством Яо Биня. С ранних лет фигуристы отличались сильной техникой. Несмотря на то, что сначала их критиковали за недостаток артистизма, в 2002 году они стали сотрудничать с известными хореографами и постепенно их оценка за артистизм стала расти. Уже в конце 2002 года они впервые получили 6,0 от судей во второй оценке. К Олимпиаде в Ванкувере они стали сотрудничать с известным хореографом Лори Никол, заказывали костюмы для соревнований у лучших художников.
После окончания спортивной карьеры Чжао Хунбо стал главным тренером китайской сборной. Его подопечные Суй Вэньцзин и Хань Цун выиграли второе в истории китайского парного катания олимпийское золото в 2022 году.

## Биография
Чжао Хунбо родился 22 сентября 1973 года в Харбине. Его отец был скрипачом, во время гражданской войны состоял в военной труппе, в мирное время стал местным чиновником, имел жалование выше среднего рабочего заработка. Мать Цзинь Юйлань работала на текстильной фабрике в Харбине, проводя там всё своё время, в связи с чем семья Чжао смогла жить в апартаментах непосредственно на этой фабрике. Хунбо родился в период Культурной революции, ещё до введения в Китае политики одного ребёнка, он самый младший в семье из четырёх детей. Хунбо был очень активным ребёнком.
До занятия фигурным катанием Чжао Хунбо играл в баскетбол, тогда он встретил тренера Яо Биня, который предложил заняться фигурным катанием. Помимо этого, юному Чжао предложили место в общежитии, при этом родители не сразу решили отдать его в секцию, но в 1980 году он всё же покинул семью и встал на коньки.

## Карьера спортсмена

### Одиночное катание и переход в пары
Чжао Хунбо сначала был одиночником, а затем катался с Се Маомао. Его переход в парное катание не произошёл гладко: решение о его переходе принял Ли Яомин, тренер Яо Биня, так как в секции, где тренировался Чжао, появилось место в парном катании, и нужно было создать пару, чтобы принять участие в соревнованиях. Хунбо и его отец пытались отказаться, даже обращались по этому поводу в Пекин, но в результате было поставлено условие, что если Хунбо откажется, то покинет секцию.
Чжао Хунбо и Се Маомао стали одиннадцатыми на чемпионате мира среди юниоров 1991 года. Яо Бинь и Чжао Хунбо в том же году поехали в Свердловск на шестимесячные сборы по обмену, где фигурист смог набраться опыта. Чжао Хунбо вспоминал, что после сборов они поехали в Санкт-Петербург, где соревновались с российскими парами.
«Мы стали последними вслед за девятью местными парами, после проката я поднялся на трибуны и смотрел за выступлением россиян. Они были лучшими в мире: Мишкутёнок и Дмитриев, Шишкова и Наумов. После того, как они закончили выступления, я был первым, кто встал и поаплодировал. <…> Это был поворотный момент для меня. С того дня у меня появилось четкое представление о парном катании, мне это начало очень нравиться. Понимаете, те выступления в Петербурге были для меня своего рода шоком. Их музыка, их движения, их шаги — всё было в гармонии, я никогда не видел такого красивого выступления.»Чжао Хунбо

### Первые годы в паре с Шэнь Сюэ
В 1992 году Се Маомао завершила карьеру, и Чжао Хунбо встал в пару с новой партнёршей Шэнь Сюэ, которая тоже родом из Харбина. Хотя он тренировался в одной секции с Шэнь, до образования спортивной пары они не общались друг с другом. По воспоминаниям Чжао, фигуристы не были против того, чтобы начать выступать в паре. Шэнь и Чжао стали тренироваться под руководством Яо Биня.
Хотя тренер пары Яо Бинь уже выступал на чемпионатах мира, богатого опыта в фигурном катании Китай не имел. В связи с этим Шэнь и Чжао были вынуждены самостоятельно изучать информацию, просматривая видеозаписи соревнований.
В 1993 году Шэнь и Чжао уже стали чемпионами Китая на взрослом уровне. В том же году они смогли завоевать медаль международного турнира, став серебряными призёрами на Кубке Азии. Они также участвовали на NHK Trophy и заняли шестое место. На чемпионате Китая 1994 года вновь завоевали золотую медаль и попали на чемпионат мира, где заняли 21-е место. Из-за травмы Чжао Хунбо пара была вынуждена пропустить год.
В 1995 году Шэнь Сюэ и Чжао Хунбо стали вторыми на чемпионате Китая. Китайские фигуристы стали вторыми на чемпионате Азии. В следующем году китайцы одержали третью в карьере победу на национальном первенстве, а также выиграли международный турнир — Азиатские игры 1996 года в Харбине. На чемпионате мира 1996 года они стали пятнадцатыми. Фигуристы участвовали на турнирах Trophée Lalique и NHK Trophy, которые с 1995 года обрели статус этапов Гран-при. Шэнь и Чжао заняли пятое и четвёртое места, соответственно. Шэнь и Чжао выиграли зимнюю Универсиаду 1997 года, а на чемпионате мира завершили соревнования на одиннадцатом месте.

### Сезон 1997/1998
В серии Гран-при сезона 1997/1998 Шэнь и Чжао завоевали две медали — золото в Японии и бронзу во Франции. Этих достижений им хватило, чтобы гарантировать себе место в финале Гран-при. Завоевать медаль на этих соревнованиях они не смогли, заняв четвёртое место. На чемпионате Китая года они вновь одержали победу.
В феврале они приняли участие на первой для себя Олимпиаде в Нагано. На церемонии открытия Чжао Хунбо нёс флаг Китая. Шэнь и Чжао в короткой программе, 8 февраля, заняли восьмое место, а спустя два дня в произвольной заняли пятое место, поднявшись также на пятую строчку итоговой таблицы. В том сезоне они произвели на судей хорошее впечатление высокой скоростью катания и мастерством, завершив чемпионат мира 1998 года в Миннеаполисе на четвёртом месте.

### Сезон 1998/1999
В начале сезона китайцы выступили на трёх этапах Гран-при. Шэнь и Чжао стали победителя канадского этапа в Камлупсе. На этапе в России они завоевали серебряную медаль, а затем вновь стали вторыми в Японии на NHK Trophy.  Шэнь Сюэ и Чжао Хунбо вновь выиграли китайский чемпионат, а в новом году завоевали второе в карьере золото на Азиатских играх, которые прошли в феврале в Канвондо. Китайцы выиграли как короткую, так и произвольную программы.
Шэнь и Чжао выступили на первом в истории чемпионате четырёх континентов в Галифаксе, где стали чемпионами. Фигуристы отметили, что их прокат не был идеальным, но впереди у них два важных старта. Шэнь и Чжао попали в финал Гран-при, который проходил в Санкт-Петербурге, где завоевали золотую медаль. Китайцы выиграли и короткую, и произвольную программы, опередив две российские пары — Бережную и Сихарулидзе, завоевавших серебро, и Петрову и Тихонова, которые стали третьими. Чжао Хунбо вспоминал: «Восемь лет назад мы [Яо Бинь, Чжао и Се Маомао] были там [в Санкт-Петербурге] только для того, чтобы учиться и смотреть. Вообще, восемь лет назад я не думал, что буду бороться за мировое первенство с россиянами. Я не думал, что окажусь с ними на одном уровне…»
На чемпионате мира 1999 года китайская пара сражалась за золото с Еленой Бережной и Антоном Сихарулидзе. Россиянка упала с двойного акселя, в то время как китайцы чисто исполнили технически сложную программу, но девять судей отдали предпочтение российской паре. Восемь из девяти судей в оценке за артистизм поставили выше Бережную и Сихарулидзе, тогда как в технической оценке выиграли китайцы. Исход соревнований вызвал споры среди фигуристов и экспертов, в том числе из-за показанного по телевидению эпизода, где судьи совещались между собой, что запрещено правилами.  Чжао Хунбо в интервью отметил, что хотя китайцы приехали за победой, они также хотели показать всё от них зависящее, и по его словам, этого удалось добиться. Серебряная медаль Шэнь и Чжао стала первой для китайского парного фигурного катания на чемпионатах мира.

### Сезон 1999/2000
Шэнь и Чжао в сезоне 1999/2000 выступили на трёх этапах Гран-при. Впервые за три года они не сумели выиграть медаль на японском этапе, став четвёртыми, а в России и Германии завоевали серебро и бронзу, соответственно. Этих результатов оказалось достаточно для того, чтобы пройти отбор в финал Гран-при, где второй год подряд Шэнь и Чжао выиграли золото.
На чемпионате мира, который проходил в Ницце, китайцы рассматривались в качестве основных претендентов на золото. Шэнь и Чжао выиграли короткую программу под музыку Стравинского к балету «Жар-Птица», получив от судей, в основном, оценки 5,8 и 5,9, но в произвольной под китайскую мелодию «Дух весны» допустили ряд ошибок. В частности, партнёрша «сдвоила» параллельный прыжок, а партнёр приземлился на две ноги. Также были допущены помарки на выбросе и вращении, а подкрутка оказалась проще запланированной. Шэнь и Чжао проиграли в произвольной программе россиянам Марии Петровой и Алексею Тихонову, в итоговой таблице опустившись также на второе место.

### Сезон 2000/2001
В сезоне 2000/2001 китайская пара приняла участие на трёх этапах Гран-при. Шэнь и Чжао второй раз в карьере выиграли японский этап Гран-при, а также завоевали два серебра на Cup of Russia и Skate America. На чемпионате Китая 2001 года одержали победу. В начале 2001 года Шэнь и Чжао приняли участие на чемпионате четырёх континентов. 7 февраля они исполнили короткую программу, уступив лишь Жами Сале и Давиду Пеллетье из Канады. На следующий день в произвольной программе китайцы вновь заняли второе место, хотя один судьи из девяти отдал Шэнь и Чжао предпочтение над Сале и Пеллетье. Фигуристы из Китая завоевали серебряную медаль, при этом во время турнира партнёрша получила травму лодыжки.
Шэнь и Чжао попали в финал Гран-при, который проходил в Японии. Соревнования проходили по нестандартной схеме с несколькими произвольными программами. По окончании первого раунда китайцы заняли третье место, исполнив в произвольной программе параллельный тройной тулуп и каскад из двойного акселя и тройного тулупа. Затем пары снова исполняли произвольную программу и боролись попарно в зависимости от занятого места. Шэнь и Чжао попали в финал за бронзовую медаль, и оказались лучше поляков Дороты Загурской и Мариуша Сюдека, завоевав бронзу. Китайцы выступали на фоне травмы лодыжки у партнёрши, полученной во время чемпионата четырёх континентов, но по словам Чжао Хунбо, им удавалось улучшать результаты от старта к старту, и на этот раз все запланированные элементы были исполнены.
На чемпионате мира в Ванкувере Шэнь Сюэ и Чжао Хунбо занимали второе место после короткой программы. В произвольной программе китайцы показали лучшую технику, однако из-за второй оценки уступили и лидерам после короткой программы Бережной и Сихарулидзе, и занимавших третье место канадцам Сале и Пелетье. В итоговом протоколе Шэнь и Чжао опустились на третью строчку и стали бронзовыми призёрами.

### Сезон 2001/2002

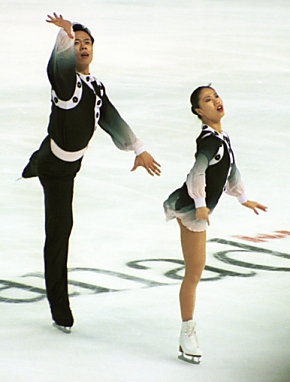
Шэнь и Чжао в финале Гран-при в канадском Китченере (2001)

Шэнь и Чжао в сезоне 2001/2002 сотрудничали с хореографом Ли Энн Миллер, поставив цель усовершенствовать технически сложные программы в части артистизма. При этом они также стали тренировать четверной выброс, ещё больше усложняя прыжковый набор.
Олимпийский сезон китайские фигуристы начали на этапах Гран-при, будучи заявленными на этапы в Канаду, Германию и Японию. Они выиграли золото на NHK Trophy и Bofrost Cup (на этих турнирах они выиграли и короткую, и произвольную программу), но не выступили на канадском этапе. Благодаря двум победам, они прошли отбор в финал Гран-при в Канаде. Формат этого соревнования предполагал исполнение одной короткой и двух произвольных программ. Во всех трёх сегментах Шэнь и Чжао заняли третье место, уступив россиянам Бережной и Сихарулидзе, и канадцам Сале и Пеллетье.
Шэнь и Чжао были в числе основных претендентов на золотую медаль на Олимпиаде-2002. В короткой программе они не допустили ошибках на прыжковых элементах, но из-за небольших помарок на вращении заняли третье место вслед за россиянами и канадцами. В произвольной программе Шэнь и Чжао решили рисковать, добавив четверной выброс сальхов. Партнёрша сумела приземлиться на внешнее ребро, но не смогла устоять на ногах при выезде, тем не менее остальная программа была исполнена чисто, в том числе каскад из двойного акселя и тройного тулупа, а также параллельный двойной аксель. Китайская пара осталась на третьем месте, завоевав первую олимпийскую медаль в парном фигурном катании для Китая.
Шэнь и Чжао стали чемпионами мира в 2002 году в Нагано, несмотря на то, что при исполнении произвольной программы допустили грубые ошибки на прыжках — падение партнёрши с тройного тулупа и одинарный аксель партнёра вместо двойного. Тем не менее, их соперники также не сумели исполнить чистый прокат, и китайцы впервые в карьере завоевали золото мирового первенства. При этом все судьи единогласно объявили победителями китайцев как в короткой, так и произвольной программах.

### Сезон 2002/2003
В новом сезоне китайцы были заявлены на немецкий, российский и японский этапы Гран-при. Шэнь Сюэ и Чжао Хунбо выиграли все три турнира и со второго места (по дополнительным показателям уступив россиянам Татьяне Тотьмяниной и Максиму Маринину) прошли в финал Гран-при. Шэнь и Чжао приняли участие на Азиатских играх в Японии. В короткой программе они одержали уверенную победу над соотечественниками Пан Цин и Тун Цзянь, а в произвольной закрепили преимущество, вновь победив единогласным решением судей.
В феврале Шэнь Сюэ и Чжао Хунбо второй раз в карьере выиграли чемпионат четырёх континентов, который проходил в Пекине. За золото в соревновании спортивных пар китайцы боролись с соотечественниками Пан Цин и Тун Цзянь, Чжан Дань и Чжан Хао. В короткой программе под композицию «Beethoven’s Last Night» пара исполнила параллельный тройной тулуп, двойную подкрутку и выброс тройной риттбергер и захватило лидерство, получив от судей оценки от 5,6 до 5,9 за технику и 5,7 и 5,8 за презентацию. В произвольной программе под фрагменты из оперы «Турандот» Джакомо Пуччини, китайцы исполнили каскад из двойного акселя и тройного тулупа, тройные выбросы (сальхов и риттбергер), двойной аксель со сложным заходом из кораблика, тройную подкрутку. За программу несколько судей поставили 6,0 как за технику, так и за артистизм.
В финале Гран-при, который проходил в Санкт-Петербурге, Шэнь и Чжао боролись за золотую медаль с российской парой. В короткой программе китайцы заняли второе место, в первой произвольной программе также остались вторыми. Во второй произвольной программе Тотьмянина и Маринин получили оценки, близкие к 5,9, тогда как Шэнь и Чжао вновь чуть уступили, получив от 5,7 до 5,8, и заняли второе место.
К чемпионату мира в Вашингтоне китайцы подошли в ранге действующих чемпионов мира, но на тренировке Шэнь неудачно упала и сильно повредила ногу. В короткой программе китайская пара заняла второе место вслед за Тотьмяниной и Марининым, чисто исполнив прыжковые элементы, но партнёр допустил грубую ошибку на параллельном комбинированном вращении при смене позиции. В произвольной программе Шень Сюэ каталась на фоне травмы, но китайская пара продолжила выступления и не упростила программу (хотя и не исполняла четверной выброс), исполнив в итоге все запланированные элементы, среди которых была комбинация двойного акселя и тройного тулупа, два выброса и отдельный параллельный двойной аксель со сложным заходом. Ближе к концу проката китайцев, публика в зале стоя аплодировала фигуристам. Шэнь и Чжао получили от судей четыре высших оценки 6,0, и восемь из девяти рефери объявили победителем китайцев, что гарантировало им завоевание второго подряд титула чемпионов мира.

### Сезон 2003/2004
В 2003 в серии Гран-при нового сезона стала использоваться Новая судейская система, согласно которой победитель определяется суммой баллов за две программы, при этом баллы начисляются за каждый элемент. Шэнь Сюэ и Чжао Хунбо в конце октября 2003 года выступили на канадском этапе, где победили в короткой программе с новой постановкой под композицию «Kismet» группы Bond, и набрали 68,76 балла. В новой произвольной программе под музыку Петра Чайковского из балета «Щелкунчик» китайцы не смогли победить, уступив Татьяне Тотьмяниной и Максиму Маринину более трёх баллов. Чжао споткнулся на втором тройном тулупе, а партнёрша упала с шагов, в результате пара откатились на второе место. Спортсмены отметили, что недостаточная подготовленность связана с тем, что к тренировкам Шэнь и Чжао приступили только в августе из-за эпидемии атипичной пневмонии. Затем китайцы приняли участие на Cup of China, который заменил Bofrost Cup on Ice в серии Гран-при. Шэнь и Чжао одержали победу как в короткой, так и в произвольной программах над ближайшими конкурентами, соотечественниками Пан Цин и Тун Цзянь, с суммой 189,28 балла.
Золото и серебро на этапах Гран-при позволили им выйти в финал, который состоялся в Колорадо-Спрингсе. Фигуристы отметили сложность выступления в высокогорье. В короткой программе китайские фигуристы исполнили параллельный тройной тулуп и выброс тройной риттбергер, а также двойную подкрутку, все непрыжковые элементы также были положительно оценены судьями. Шэнь и Чжао получили 66 баллов за программу и опережали Тотьмянину и Маринина более чем на три балла. В произвольной программе на следующий день китайцы вновь не допустили ошибок, получив надбавки как за прыжковые элементы, среди которых была комбинация из двойного акселя и тройного тулупа, тройная подкрутка, два выброса и параллельный тройной тулуп, так и за вращения, поддержки и дорожки шагов. Тем не менее, в конце программы не была засчитана одна из поддержек как недопустимый элемент, но это не помешало китайцам опередить россиян более чем на 15 баллов и стать победителями финала Гран-при.
Чемпионат мира 2004 года проходил ещё по старой шестибалльной системе. В короткой программе лидерство захватили Тотьмянина и Маринин, а Чжао Хунбо не сумел избежать падения на тройном тулупе, в результате чего пара откатилась на четвёртое место. В произвольной программе китайцы начали с комбинации из двойного акселя и тройного тулупа, и все дальнейшие элементы были исполнены чисто за исключением помарки при выезде с поддержки в конце программы. Шэнь и Чжао получили за прокат даже 6,0 от некоторых судей и выиграли произвольную программу, но из-за четвёртого места в короткой по старой системе не имели даже теоретического шанса на победу и в результате стали серебряными призёрами.

### Сезон 2004/2005
В сезоне 2004/2005 Шэнь и Чжао выступили на трёх этапах Гран-при. На Skate Canada китайцы представили новую короткую программу под пьесу для фортепиано «Лунный свет» Клода Дебюсси. Исполнив её без серьёзных ошибок и выполнив запланированные элементы, Шэнь и Чжао получили 66,48 балла и заняли первое место, опережал Пан Цин и Тун Цзянь чуть менее чем на 2 балла. Произвольная программа китайского дуэта была поставлена под композицию из кинофильма «Сёстры Сун». За исключением ошибки при исполнении тодеса, фигуристы исполнили без грубых ошибок элементы и набрали 123,72 балла, и с суммой 190,20 выиграли золотую медаль. На китайском этапе основными соперниками Шэнь и Чжао оказались их соотечественники Чжан Дань и Чжан Хао, которые уступили более 18 баллов в сумме. Третью победу китайцы одержали в Париже, опередив россиян Петрову и Тихонова, и китайцев Пан и Тун.
Финал Гран-при сезона 2004/2005 прошёл в Пекине, и благодаря трём победам Шэнь и Чжао прошли отбор на это соревнование. 17 декабря 2004 года в короткой программе китайцы сумели обновить мировой рекорд, который принадлежал им же и был установлен на канадском этапе Гран-при в 2003 году. Они опередили россиян Марию Петрову и Алексея Тихонова на 3,10 балла. На следующий день они установили ещё два высших мировых достижения: в произвольной программе получили 136,02 балла и в сумме 206,54. Шэнь и Чжао завоевали золотую медаль, опередив ближайших соперников на 19,22 балла.
Пара пропустила чемпионат четырёх континентов из-за травмы ахиллова сухожилия у Чжао. На чемпионате мира 2005 года в Москве в короткой программе китайские фигуристы допустили несколько мелких ошибок и заняли третье место  с результатом 66,00 балла вслед за двумя российскими парами. Перед произвольной программой Шэнь и Чжао были вынуждены сняться из-за недостаточного восстановления партнёра от травмы. По словам тренера Яо Биня, Чжао смог на тренировке перед произвольной программой прыгнуть только двойной тулуп.

### Сезон 2005/2006
Осенью 2005 года Хунбо перенёс операцию на ахилловом сухожилии, длительный период восстановления после которой поставил под вопрос участие пары в Олимпийских играх 2006 года. Несмотря на недостаточное восстановление от травмы, фигуристы все же выступили в Турине, но к тренировкам Чжао смог приступить лишь 24 ноября, а первые прыжки стал восстанавливать 5 января.
В короткой программе под музыку Сергея Рахманинова Шэнь и Чжао не сумели избежать ошибок, причём на параллельном тройном тулупе ошибку допустила партнёрша, тогда как Чжао исполнил прыжок чисто. Из-за травмы партнёра также не удалось избежать ошибок при исполнении тодеса, который был оценён судьями на первый уровень и ниже базовой стоимости. Китайская пара от лидеров, россиян Тотьмяниной и Маринина, отстала более чем на 6 баллов.
В произвольной программе под музыку Джакомо Пуччини из оперы «Мадам Баттерфляй», Шэнь и Чжао начали программу с каскада из тройного и двойного тулупов, успешно выполнили тройную подкрутку и выброс риттбергер. Вновь у пары проблемы возникли на тодесе, а также вместо двойного акселя был исполнен одинарный. Результата 124,59 балла для Шэнь и Чжао хватило, чтобы подняться на третье место, но отставание от победителей составило более 17 баллов.

### Сезон 2006/2007
В постолимпийском сезоне пара участвовала на двух этапах Гран-при. На китайском этапе Шэнь и Чжао выступали вместе с действующими чемпионами мира, соотечественниками Цин Пан и Тун Цзянь. Новую короткую программу китайцы поставили под музыку Сальвадора Бакариссе и за исполнение получили 68,90 балла. Этого хватило для того, чтобы занять первое место с преимуществом в 6 баллов, а затем в произвольной программе на музыку Жюля Массне упрочили своё лидерство и выиграли этап с суммой 193,59 балла. Второй этап для китайской пары прошёл в Японии. В короткой программе Чжао допустил ошибку на вращении, но это не помешало победить в короткой программе с результатом 65,58 балла. На следующий день при исполнении произвольной программы фигуристы допустили нарушение тайминга, завершив исполнение программы на 6 секунд дольше допустимых 4 минут 40 секунд, за что получили два балла штрафа. Тем не менее, они получили за прокат 125,39 балла и выиграли у ближайших преследователей, Чжан Дань и Чжан Хао из Китая, более 9 баллов в сумме двух программ.
Шэнь и Чжао попали в финал серии Гран-При благодаря результатам на японском и китайском этапах, и являлись главными претендентами на победу. В короткой программе они исполнили тодес на четвёртый уровень, тройной выброс тулуп, параллельный тройной тулуп, дорожку шагов на третий уровень, тройную подкрутку, поддержку четвёртого уровня, и только вращение судьями было оценено на второй уровень. За прокат они получили 68,66 балла, более чем на 4 балла опередив ближайших соперников. В произвольной программе Шэнь и Чжао не допустили ошибок, исполнив все запланированные элементы, в том числе каскад из тройного и двойного тулупов, параллельный двойной аксель, два тройных выброса, тройную подкрутку, три сложные поддержки, дорожки и вращения на третий и четвёртый уровень. Они получили за прокат 134,53 балла и выиграли пятое в карьере золото финала Гран-при.
На Азиатских играх 2007 года Шэнь и Чжао завоевали четвёртый в карьере титул этого турнира. Они сумели опередить в борьбе за золото соотечественников Пан Цин и Тун Цзянь. В том же месяце китайцы приняли участие на чемпионате четырёх континентов. В короткой программе единственная помарка была допущена при выполнении тройной подкрутки, когда выезд получился не очень чётким. Тем не менее, Шэнь и Чжао получили за программу 69,29 балла и заняли первое место. В произвольной программе единственная ошибка была допущена партнёром на комбинированном вращении, когда он потерял скорость и в результате был нарушен тайминг, за что судьи сняли один балл. В сумме китайцы набрали больше 200 баллов и выиграли золото.
На завершающем сезон соревновании, чемпионате мира 2007 года в Токио, в короткой программе Шэнь и Чжао безошибочно исполнили все элементы, в том числе тройной выброс риттбергер, параллельный тройной тулуп, тройную подкрутку второго уровня. За все непрыжковые элементы фигуристы получили четвёртый уровень сложности. Их результат 71,07 балла стал новым личным и мировым рекордом. В интервью после проката Чжао отметил, что для такого результата, на фоне восстановления от травмы ахиллова сухожилия, пришлось усердно трудиться, и возложил надежду, что удастся «ещё раз установить личный рекорд для победы перед завершением карьеры». В произвольной программе Шэнь и Чжао допустили единственную помарку на вращении, набрали 132,43 балла и выиграли третий титул в карьере с суммой 203,50 балла.
После победы фигуристы объявили, что это выступление было последним в их карьере, но в то же время заявили, что им «требуется долгий перерыв» и, возможно, они вернутся в спорт. Ближайшие планы они связали с выступлением в шоу в Японии и США.

### Сезон 2009/2010

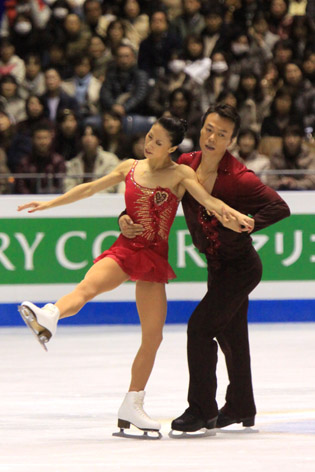
Шэнь и Чжао исполняют произвольную программу в финале Гран-при (2009)

В 2008 году Чжао Хунбо сказал, что пара не выступит на Олимпиаде-2010 в качестве спортсменов из-за того, что им будет сложно вернуться в силу возраста и новых правил. Тем не менее, Шэнь Сюэ и Чжао Хунбо объявили летом 2009 года о том, что собираются вернуться, чтобы принять участие на Олимпийских играх в Ванкувере. Они начали полноценные тренировки в мае 2009 года. Чжао вспоминал, что спустя два месяца после начала тренировочного процесса его вновь стали беспокоить боли в коленях, напоминая о травме 2005 года, и фигурист даже подумывал о том, чтобы снова уйти.
Первым турниром Шэнь и Чжао после возвращения стал домашний этап Гран-при, который состоялся в Пекине. При родной публике были представлены новые программы: короткая под композицию Брайана Мэя «Who Wants to Live Forever» и произвольная на Адажио Альбинони. На Гран-при Китая пара чисто исполнила короткую программу, но в произвольной были допущены ошибки на параллельных прыжках, помимо этого были потеряны уровни на вращении. Несмотря на это, фигуристы получили больше 200 баллов и одержали победу. В середине ноября Шэнь и Чжао также приняли участие на этапе Гран-при в США, где вновь стали первыми с преимуществом над ближайшими соперниками в 30 баллов и суммой 201,40.

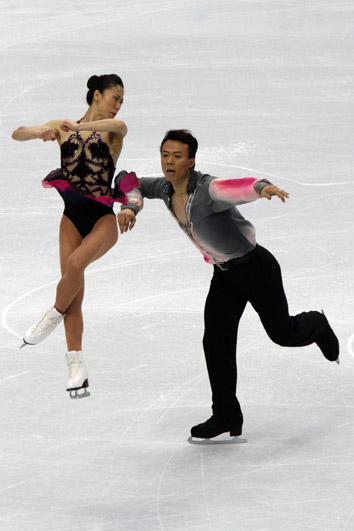
Пара исполняет выброс в короткой программе на Олимпийских играх (2010)

В финале Гран-при, который проходил в Токио, китайцы сумели улучшить все мировые рекорды. В короткой программе они захватили лидерство, набрав 75,36 балла, что ровно на балл выше прошлогоднего высшего достижения, установленного их соотечественниками Чжан Дань и Чжан Хао. На следующий день Шэнь и Чжао получили за произвольную программу 138,89 балла, что стало ещё одним мировым рекордом, а также принесло рекорд в сумме. В прокате они использовали редкий тип тодеса — вперёд-наружу.
Соревнования на Олимпийских играх в Ванкувере начались 14 февраля. Согласно жеребьёвке, которая зависит от рейтинга ИСУ (из-за двух лет отсутствия китайская пара откатилась на 29-е место), Шэнь Сюэ и Чжао Хунбо получили первый стартовый номер в короткой программе. Они безошибочно исполнили все запланированные элементы, в том числе тройной параллельный тулуп, тройную подкрутку, выброс тройной риттбергер, а за все непрыжковые элементы получили четвёртый уровень от судей. Шэнь и Чжао смогли улучшить мировой рекорд и победили в короткой программе с результатом 76,66 балла, на 0,7 балла опережая немецкую пару Алёну Савченко и Робина Шолковы. Результат их ближайших преследователей оказался выше собственного прошлого высшего достижения, установленного в финале Гран-при. 
В произвольной программе 16 февраля 2010 года Шэнь и Чжао, согласно жеребьёвке, выступали последними. Перед прокатом лидировали их соотечественники Пан Цин и Тун Цзянь, которые сумели побить мировой рекорд в произвольной. Шэнь и Чжао в своём последнем прокате в карьере начали с прыжковых элементов: параллельного тулупа и комбинации из двух двойных акселей. В середине программы была допущена ошибка на поддержке типа Лассо — партнёрша не удержалась в позиции, упав на плечи Чжао, но сумели безопасно завершить элемент без падения. На этом элементе пара потеряла несколько баллов за счёт сбавок за качество исполнения и пониженный уровень сложности, но остальные элементы были выполнены без ошибок. Во второй половине программы были исполнены два выброса (тройной риттбергер и тройной сальхов), а также тройная подкрутка. Среди непрыжковых элементов судьи оценили всё на четвёртый уровень, кроме поддержки с ошибкой (первый) и финального комбинированного вращения (третий). Шэнь и Чжао уступили Пан и Тун в произвольной программе, набрав рекордные для себя 139,91 балла, но по сумме баллов установили новый мировой рекорд 216,57 балла и стали олимпийскими чемпионами. 
Золото Шэнь Сюэ и Чжао Хунбо стало первым в истории китайского фигурного катания. Помимо этого, фигуристы смогли прервать 46-летнюю беспроигрышную серию советских и российских фигуристов, которые в 2010 году даже не стали призёрами. На следующий день после завоевания золотой медали китайская пара объявила о завершении соревновательной карьеры.
Шэнь Сюэ и Чжао Хунбо выступали на ледовых шоу до 2012 года. В 2017 году включены в Зал славы мирового фигурного катания.

## Стиль катания
На протяжении всей карьеры Шэнь Сюэ и Чжао Хунбо тренировались под руководством Яо Биня. В первые годы карьеры отличались катанием на высокой скорости и эффектными выбросами, но судьи отмечали недостаток артистизма, что выражалось в проигрыше другим фигуристам во второй оценке. Тренер Яо Бинь определил, что паре нужно улучшать хореографию, поработать над костюмами и использовать правильную музыку. При этом сам Яо Бинь был способен помочь только с качеством катания, за остальным китайцы были вынуждены обращаться к сторонним специалистам.
Китайская пара тренировалась в России и Симсбери (штат Коннектикут), с 1999 приехали в Торонто к хореографу и бывшей фигуристке Сандре Безик. В тренировках им помогал также бывший американский парник Майкл Сейберт. К своей второй Олимпиаде, которая состоялась в Солт-Лейк-Сити, они ещё больше усложнили программу, добавив выброс четверной сальхов. Тем не менее, Шэнь и Чжао этот элемент ни разу в карьере не удалось исполнить.

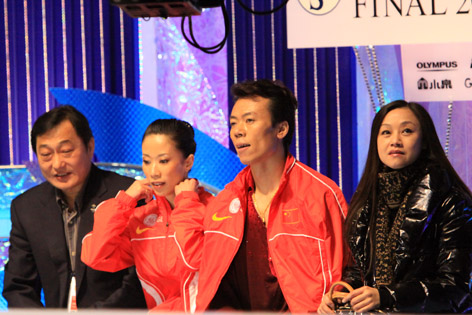
Яо Бинь, Шэнь и Чжао в финале Гран-при (2009)

К олимпийскому сезону 2001/2002 Шэнь и Чжао стали сотрудничать с американским хореографом, бывшей фигуристкой Ли Энн Миллер. Она стала основным постановщиком программ китайским фигуристов вплоть до 2006 года, после чего главным хореографом стала Лори Никол.
После Олимпиады-2002 пара стала лидером в парном фигурном катании. Ранее упрекаемые в недостатке хореографии, Шэнь и Чжао уже осенью 2002 года на этапе Гран-при в России получили во второй оценке максимальные 6,0. Вдохновенный прокат программы «Турандот» на чемпионате мира в США, где они второй раз в карьере выиграли золото, зрители встретили громкими овациями, требуя для фигуристов высших оценок. Однако на пике карьеры Чжао Хунбо получил травму, которая помешала тренировочному процессу. Пара потеряла форму, снялась с чемпионата мира 2005 года и не смогла в полную силу выступить на Олимпийских играх 2006 года. В этот период карьеры часто проблемы возникали как на прыжковых элементах, так и на вращениях и тодесах.
Шэнь и Чжао в последние годы карьеры, поставив цель выиграть олимпийское золото, особое внимание стали уделять хореографии и постановкам. Помимо работы над программами с известным хореографом Лори Никол, фигуристы заказывали костюмы у лучших художников.

## Карьера тренера

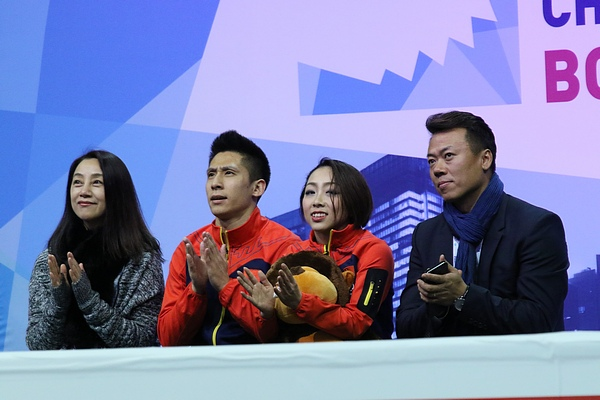
Суй Вэньцзин и Хань Цун с тренером Чжао Хунбо (на фото крайний справа) на чемпионате мира в Бостоне (2016)

По окончании спортивной карьеры начал работать тренером по фигурному катанию. С 2013 года Чжао Хунбо стал тренером Суй Вэньцзин и Хань Цуна. С лета 2017 года является главным тренером китайской сборной после того, как Яо Бинь завершил тренерскую карьеру.
Под руководством Чжао Хунбо золотую медаль в парном катании завоевали Суй Вэньцзин и Хань Цун в 2022 году на домашних Олимпийских играх в Пекине. Эта победа стала второй в истории китайского фигурного катания. Подопечные Чжао также становились серебряными призёрами Олимпиады в 2018 году, дважды выиграли чемпионат мира в 2017 и 2019 годах и шесть раз побеждали на чемпионатах четырёх континентов.

## Вне спорта
Чжао и его партнёрша Шэнь Сюэ обручились в конце мая 2007 года после того, как победили на чемпионате мира в Токио и объявили об уходе из спорта. Свадебная церемония готовилась на протяжении трёх лет и прошла в сентябре 2010 года в присутствии тринадцати тысяч зрителей во время ледового шоу, где фигуристы выступали в ранге действующих олимпийских чемпионов.
3 сентября 2013 года у пары родилась дочь.

## Результаты

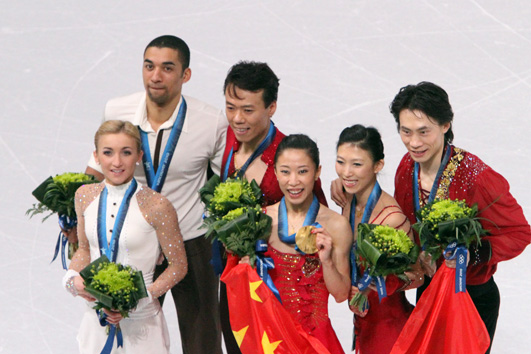
Победа на Олимпийских играх в Ванкувере стала первой для китайского фигурного катания

| Соревнования      | 92/93 | 93/94 | 94/95 | 95/96 | 96/97 | 97/98 | 98/99 | 99/00 | 00/01 | 01/02 | 02/03 | 03/04 | 04/05 | 05/06 | 06/07 | 09/10 |
| ----------------- | ----- | ----- | ----- | ----- | ----- | ----- | ----- | ----- | ----- | ----- | ----- | ----- | ----- | ----- | ----- | ----- |
| Олимпийские игры  |       |       |       |       |       | 5     |       |       |       | 3     |       |       |       | 3     |       | 1     |
| Чемпионат мира    |       | 21    |       | 15    | 11    | 4     | 2     | 2     | 3     | 1     | 1     | 2     | WD    |       | 1     |       |
| Четыре континента |       |       |       |       |       |       | 1     |       | 2     |       | 1     |       |       |       | 1     |       |
| Финал Гран-при    |       |       |       |       |       | 4     | 1     | 1     | 3     | 3     | 2     | 1     | 1     |       | 1     | 1     |
| Гран-при Китая    |       |       |       |       |       |       |       |       |       |       |       | 1     | 1     |       | 1     | 1     |
| Гран-при США      |       |       |       |       |       |       |       |       | 2     |       |       |       |       |       |       | 1     |
| Гран-при Германии |       |       |       |       |       |       |       | 3     |       | 1     | 1     |       |       |       |       |       |
| Гран-при Канады   |       |       |       |       |       |       | 1     |       |       |       |       | 2     | 1     |       |       |       |
| Гран-при России   |       |       |       |       |       |       | 2     | 2     | 2     |       | 1     |       |       |       |       |       |
| Гран-при Франции  |       |       |       |       | 5     | 3     |       |       |       |       |       |       | 1     |       |       |       |
| Гран-при Японии   |       | 6     |       |       | 4     | 1     | 2     | 4     | 1     | 1     | 1     |       |       |       | 1     |       |
| Универсиада       |       |       |       |       | 1     |       |       |       |       |       |       |       |       |       |       |       |
| Азиатские игры    |       |       |       | 1     |       |       | 1     |       |       |       | 1     |       |       |       | 1     |       |
| Чемпионат Китая   | 1     | 1     | 2     | 1     | 1     | 1     | 1     |       | 1     | 1     |       |       |       |       |       |       |

### Подробные результаты
Малые медали за короткую и произвольную программы вручаются только на чемпионатах под эгидой ИСУ. Лучшие результаты в карьере выделены жирным.
| Сезон 2003/2004            |                                    |         |          |          |                         |
| Дата                       | Соревнование                       | SP      | FS       | Σ        | Источники               |
| 30 октября – 3 ноября 2003 | Skate Canada International 2003    | 1 68,76 | 2 123,04 | 2 191,80 | [ 157 ] [ 158 ] [ 159 ] |
| 6–9 ноября 2003            | Cup of China 2003                  | 1 63,46 | 1 125,82 | 1 189,28 | [ 160 ] [ 161 ] [ 162 ] |
| 11–14 декабря 2003         | Финал Гран-при 2003/2004           | 1 66,00 | 1 130,08 | 1 196,08 | [ 163 ] [ 164 ] [ 165 ] |
| Сезон 2004/2005            |                                    |         |          |          |                         |
| Дата                       | Соревнование                       | SP      | FS       | Σ        | Источники               |
| 28–31 октября 2004         | Skate Canada International 2004    | 1 66,48 | 1 123,72 | 1 190,20 | [ 166 ] [ 167 ] [ 168 ] |
| 11–14 ноября 2004          | Cup of China 2004                  | 1 66,38 | 1 127,16 | 1 193,54 | [ 169 ] [ 170 ] [ 171 ] |
| 18–21 ноября 2004          | Trophée Eric Bompard 2004          | 1 66,88 | 1 121,24 | 1 188,12 | [ 172 ] [ 173 ] [ 174 ] |
| 16–19 декабря 2004         | Финал Гран-при 2004/2005           | 1 70,52 | 1 136,02 | 1 206,54 | [ 175 ] [ 176 ] [ 177 ] |
| 14–20 марта 2005           | Чемпионат мира 2005                | 3 66,00 | WD       | WD       | [ 178 ] [ 179 ] [ 180 ] |
| Сезон 2005/2006            |                                    |         |          |          |                         |
| Дата                       | Соревнование                       | SP      | FS       | Σ        | Источники               |
| 11–24 февраля 2006         | Олимпийские игры 2006              | 5 62,32 | 3 124,59 | 3 186,91 | [ 181 ] [ 182 ] [ 183 ] |
| Сезон 2006/2007            |                                    |         |          |          |                         |
| Дата                       | Соревнование                       | SP      | FS       | Σ        | Источники               |
| 9–12 ноября 2006           | Cup of China 2006                  | 1 68,90 | 1 124,69 | 1 193,59 | [ 184 ] [ 185 ] [ 186 ] |
| 30 ноября – 3 декабря 2006 | NHK Trophy 2006                    | 1 65,58 | 1 125,39 | 1 190,97 | [ 187 ] [ 188 ] [ 189 ] |
| 14–17 декабря 2006         | Финал Гран-при 2006/2007           | 1 68,66 | 1 134,53 | 1 203,19 | [ 190 ] [ 191 ] [ 192 ] |
| 2–3 февраля 2007           | Азиатские игры 2007                | 1 69,49 | 1 126,06 | 1 195,55 | [ 193 ] [ 194 ]         |
| 7–10 февраля 2007          | Чемпионат четырёх континентов 2007 | 1 69,29 | 1 133,76 | 1 203,05 | [ 195 ] [ 196 ] [ 197 ] |
| 20–25 марта 2007           | Чемпионат мира 2007                | 1 71,07 | 1 132,43 | 1 203,50 | [ 198 ] [ 199 ] [ 200 ] |
| Сезон 2009/2010            |                                    |         |          |          |                         |
| Дата                       | Соревнование                       | SP      | FS       | Σ        | Источники               |
| 29 октября – 1 ноября 2009 | Cup of China 2009                  | 1 72,28 | 1 128,69 | 1 200,97 | [ 201 ] [ 202 ] [ 203 ] |
| 12–15 ноября 2009          | Skate America 2009                 | 1 74,36 | 1 127,04 | 1 201,40 | [ 204 ] [ 205 ] [ 206 ] |
| 2–6 декабря 2009           | Финал Гран-при 2009/2010           | 1 75,36 | 1 138,89 | 1 214,25 | [ 207 ] [ 208 ] [ 209 ] |
| 14–15 февраля 2010         | Олимпийские игры 2010              | 1 76,66 | 2 139,91 | 1 216,57 | [ 210 ] [ 211 ] [ 212 ] |

## Программы
| Сезон     | Короткая программа                                                                      | Произвольная программа |
| --------- | --------------------------------------------------------------------------------------- | --- |
| 1995/1996 | Out of Silence Yanni хореография Яо Биня                                                | Фортепианный концерт «Жёлтая река» Сянь Синхай хореография Яо Биня                                                          |
| 1996/1997 | Out of Silence Yanni хореография Яо Биня                                                | Mount Olympus Марс Лазар хореография Яо Биня                                                                                |
| 1997/1998 | Цыганские напевы Пабло де Сарасате хореография Яо Биня                                  | Mount Olympus Марс Лазар хореография Яо Биня                                                                                |
| 1998/1999 | Цыганские напевы Пабло де Сарасате хореография Яо Биня                                  | Мулан из мультфильма «Мулан» Джерри Голдсмит хореография Яо Биня                                                            |
| 1999/2000 | Жар-Птица Игорь Стравинский хореография Сандры Безик                                    | Дух весны китайская мелодия в исполнении Ду Минсинь хореография Сандры Безик и Майкла Сейберта                              |
| 2000/2001 | Allegretto из Palladio Карл Дженкинс хореография Горша Сур                              | Дух весны китайская мелодия в исполнении Ду Минсинь хореография Сандры Безик и Майкла Сейберта                              |
| 2001/2002 | Kismet Bond хореография Ли Энн Миллер, Рене Рока, Горша Сур                             | Фантазия на тему из оперы «Турандот» Джакомо Пуччини исполнение Ванесса Мэй хореография Ли Энн Миллер, Рене Рока, Горша Сур |
| 2002/2003 | Beethoven’s Last Night Trans-Siberian Orchestra хореография Татьяны Тарасовой           | Фантазия на тему из оперы «Турандот» Джакомо Пуччини исполнение Ванесса Мэй хореография Ли Энн Миллер, Рене Рока, Горша Сур |
| 2003/2004 | Kismet Bond хореография Ли Энн Миллер, Рене Рока, Горша Сур                             | Па-де-де из балета «Щелкунчик» Пётр Чайковский хореография Ли Энн Миллер                                                    |
| 2004/2005 | Лунный свет Клод Дебюсси хореография Ли Энн Миллер                                      | Сёстры Сун Саундтрек Китаро и Рэнди Миллер хореография Ли Энн Миллер                                                        |
| 2005/2006 | Концент для фортепиано № 3 Сергей Рахманинов хореография Лори Никол                     | Un Bel Di Vedremo из оперы «Мадам Баттерфляй» Джакомо Пуччини хореография Ли Энн Миллер                                     |
| 2006/2007 | Romanza Сальвадор Бакариссе хореография Лори Никол                                      | Méditation из оперы Таис Жюль Массне хореография Лори Никол                                                                 |
| 2007/2009 | не выступали в этих сезонах                                                             | не выступали в этих сезонах                                                                                                 |
| 2009/2010 | Who Wants To Live Forever Брайан Мэй в исполнении Дэвида Гаррета хореография Лори Никол | Адажио Альбинони Ремо Джадзотто в исполнении Eroica Trio хореография Лори Никол                                             |